# Lupe Vélez
Lupe Vélez, właśc. María Guadalupe Villalobos Vélez (ur. 18 lipca 1908 w San Luis Potosí City, zm. 13 grudnia 1944 w Glendale) – meksykańska aktorka filmowa, piosenkarka i tancerka. Posiada swoją gwiazdę na Hollywoodzkiej Alei Gwiazd.

## Życie prywatne
Miała romans z aktorami: Errolem Flynnem i Garym Cooperem. Od 8 października 1933 do 16 sierpnia 1939 była żoną aktora Johnny’ego Weissmullera. Ich kłótnie, bójki, rozstania i pogodzenia były często opisywane przez prasę plotkarską.
Pod koniec 1944 zaszła w ciążę (jak twierdziła, ojcem dziecka był Gary Cooper), jednak wizja bycia samotną matką i niechęć do dokonania aborcji z powodów światopoglądowych (była żarliwą katoliczką) doprowadziła ją do podjęcia próby samobójczej. 13 grudnia 1944 przedawkowała leki nasenne (Seconal), jednak zmarła dopiero po wypadku w łazience – poślizgnąwszy się o mokrą podłogę, wpadła głową do muszli klozetowej i śmiertelnie skręciła sobie kark; w akcie zgonu jako przyczynę śmierci aktorki podano utonięcie.

## Wybrana filmografia
- 1927: Gaucho jako dziewczyna z gór
- 1929: Lady of the Pavements jako Nanon del Rayon
- 1931: Mąż Indianki jako Naturich
- 1934: Tu rządzi humor
- 1936: Cygańska melodia jako Mila
- 1942: Mexican Spitfire's Elephant jako Carmelita Lindsay
- 1942: Mexican Spitfire Sees a Ghost jako Carmelita Lindsay
- 1944: Nana jako Nana